# Smeden från Jüterbog
Smeden från Jüterbog är en folksaga nedtecknad av Ludwig Bechstein 1845.  
Enligt historien gör en mästersmed en rustning åt kejsar Barbarossa, får som tack för detta fick han tre önskningar. De önskningar han gör resulterar i liv så länge kejsaren inte återvänder. 
Jüterbog är en medeltida stad som ligger 70 km söder om Berlin.